# Сим (приток на Енисей)
Сим (на руски: Сым) е река в Азиатската част на Русия, Западен Сибир, Красноярски край, ляв приток на река Енисей. Дължината ѝ е 694 km, която ѝ отрежда 97-о място по дължина сред реките на Русия.
Река Сим води началото си от блатата разположени в югоизточната част на Горнотазовското възвишение (източната част на възвишението Сибирски Ували), на 177 m н.в., в западната част на Красноярски край. По цялото си протежение тече сред силно заблатени и залесени местности, със стотици меандри, старици, малки езера и непостоянни острови през най-източната част на Западносибирската равнина. Първите 160 km до устието на река Алсим тече на юг, следващите 440 km до устието на река Колчум – на югоизток, а последните 94 km – на североизток. Влива отляво в река Енисей при нейния 1765 km, на 47 m н.в., в близост до село Ярцево, Красноярски край.
Водосборният басейн на Сим има площ от 31,6 хил. km2, което представлява 1,22% от водосборния басейн на река Енисей и обхваща северозападните части на Красноярски край.
Границите на водосборния басейн на реката са следните:
- на запад – водосборния басейн на река Об;
- на североизток и юг – водосборните басейни на реките Елогуй, Дубчес и Кас, леви притоци на Енисей;

Река Кан получава получава множество притоци, като 6 от тях са дължина над 100 km. По-долу са изброени всичките тези реки, за които е показано на кой километър по течението на реката се вливат, дали са леви (→) или (←), тяхната дължина, площта на водосборния им басейн (в km2) и мястото където се вливат.
- 495 → Топка 119 / 960
- 378 → Догилдо 157 / 1100
- 317 → Чафам 129 / 1690
- 253 → Кинденчес 150 / 2150
- 250 ← Оксим 160 / 4520
- 94 ← Колчум 231 / 4350

Подхранването на реката е смесено, като преобладава снежното. Пълноводието е през май и юни, след което постепенно намалява. Среден годишен отток при село Сим, на 215 km от устието 175 m3/s. Замръзва в края на октомври или началото на ноември, а се размразява през май.
По течението на реката има само две малки села Сим и Наркино, а близо до устието е село Ярцево.
Река Сим е плавателна на 265 km от устието си.